# 이재인 (야구 선수)
이재인(李在寅, 1989년 8월 16일 ~ )은 전 KBO 리그 SK 와이번스의 투수이다.

## 출신학교
- 서울문정초등학교
- 배재중학교
- 선린인터넷고등학교
- 제주산업정보대학